# Maeroa
```
 
```

Maeroa est une banlieue de l’ouest de la cité d’Hamilton située dans la région de waikato, dans l’Île du Nord de la Nouvelle-Zélande.

## Situation
À l’origine, Maeroa est une banlieue extérieur, qui est devenue une partie de la cité d’Hamilton en 1925 avec la seconde extension des limites de la ville 

## Démographie
Maeroa avait une population de 3 726 habitants lors du recensement de 2018 en Nouvelle-Zélande, en augmentation de 390 personnes (soit 11,7 %) depuis le recensement de 2013 en Nouvelle-Zélande et en augmentation de 423 personnes (soit 12,8 %) depuis le recensement de 2006 en Nouvelle-Zélande.
Il y avait 1 338 logements.
On notait 1 836 hommes et 1 890 femmes, donnant un sexe-ratio de 0,97 homme pour une femme.
L’âge médian était de 31,6 ans avec 789 personnes (soit 21,2 %) âgés de moins de 15 ans, 957 personnes (soir 25,7 %) âgées de 15 à 29 ans, 1 614 personnes (43,3 %) âgées de 30 à 64 ans, et 366 personnes (soit 9,8 %) âgées de 65 ans ou plus.
L’ethnicité était pour 66,3 % européens/Pākehā, 28,6 % Māori, 6,5 % personnes du Pacifique, 12,1 % asiatiques, et 3,5 % d’autres ethnies (le total fait plus de 100 % dans la mesure où une personne peut s’identifier de multiples ethnies).
La proportion de personnes nées outre-mer était de 19,7 %, comparée avec les 27,1 % au niveau national.
Bien que certaines personnes refusent de donner leur religion, 48,9 % n’avaient aucune religion, 33,9 % étaient chrétiens, 3,1 % étaient hindouistes, 1,9 % étaient musulmans, 0,5 % étaient bouddhistes et 5,0 % avaient une autre religion.
Parmi ceux de moins de 15 ans d’âge, 657 personnes (soit 22,4 %) avaient un niveau de bachelier ou un degré supérieur et 504 personnes (soit 17,2 %) n’avaient aucune qualification 
formelle.
Les revenus médians étaient de 32 500 $.
Le statut d’emploi de ceux d’au moins 15 ans était pour 1 635 personnes (soit 55,7 %) employées à plein temps, 348 personnes (soit 11,8 %) étaient employées à temps partiel et 171 personnes (soit 5,8 %) étaient sans emplois .

## École intermédiaire de Maeroa
La banlieue contient l’école de «Maeroa Intermediate School», qui devint la première  école intermédiaire ou collège (en) de la région de Waikato après avoir été fondée en 1954.
Le blason de l’école est enregistré avec les College of Arms et inclut une flèche du désir, la  lance ou épée de la justice, la lampe de la connaissance et une croix.
La bannière d’entête est aussi la devise de l’école "I will not cease from mental fight" (je ne cesserai pas de me battre mentalement), qui est en ligne directe avec la philosophie de l’école, qui enseigne aux enfants à penser par eux-mêmes . Le poème : " et cela se passait dans l'ancien temps" ou Jerusalem est l’hymne de l’école .
L’effectif de l’école était de 266 élèves en mars 2021
Le premier principal de l’école fut Trevor Church.
L’école a célébré son 50e anniversaire (Jubilé d'or) en 2004.
Cette année là, l’école a accueilli le « Newscruise Challenge », un épreuve annuelle inter-école de questions sur les nouvelles et les connaissances générales, sponsorisée par le journal Waikato Times.

## Ancien élève notable
Le joueur de football Marco Rojas est un ancien élève notable de l’école.